# SpaceX CRS-5
SpaceX CRS-5 — п'ятий політ до Міжнародної космічної станції, що здійснює компанія SpaceX у рамках програми Commercial Resupply Services за контрактом з NASA. Взагалі, це сьомий політ автоматичного космічного вантажного корабля Dragon компанії SpaceX.
Спочатку запуск був запланований на 16 грудня 2014 року, але потім відкладений до 19 грудня і ще — до 6 січня 2015 року, щоб дати SpaceX більше часу на проведення додаткових тестів і підготовки.
6 січня 2015 року спроба запуску була затримана на 1 хвилину 21 секунди до запланованого зльоту після того, як один з учасників стартової команди помітив неполадки у виконавчому механізмі на одній із двох векторних систем керування тягою двигуна другого ступеню Falcon 9. Оскільки вікно запуску було малим, і на ремонт часу не вистачало, політ було відкладено до 9 січня. 7 січня рейс був знову перенесений на 10 січня 2015 року.
Ракета Falcon 9, що несла корабель CRS-5 Dragon, нарешті була успішно запущена 10 січня 2015 року о 9:47 (UTC). 12 січня космічний корабель досягнув МКС. Він був зачеплений дистанційно керованою системою маніпулювання (маніпулятором) Канадарм о 10:54 (UTC) і пристикований до модуля Гармоні о 13:56 (UTC).
У герметичному відсіку Dragon доставив на МКС 1901 кг (1823 кг без матеріалу пакування) корисного вантажу. До нього входять:
- їжа і речі для екіпажу — 490 кг;
- обладнання і деталі станції 678 кг;
- матеріали для наукових дослідів — 577 кг;
- російський вантаж — 39 кг;
- обладнання для виходу у відкритий космос — 23 кг;
- комп'ютери та приладдя — 16 кг.

21 січня із негерметичного відсіку маніпуляторами було вивантажено і встановлено на японському модулі Kibo систему CATS (494 кг). Вона необхідна для дистанційного зондування за технологією Лідар і призначена для вимірювання розташування, складу та розподілу забруднень, пилу, диму, аерозолів та інших частинок в атмосфері. Очікувалося, що вона буде працювати від шести місяців і до трьох років.
На Землю корабель повернув 1662 кг (1332 кг без пакування) корисного вантажу. Він складається з:
- речі екіпажу — 21 кг;
- матеріали наукових досліджень — 752 кг;
- обладнання і деталі станції — 232 кг;
- обладнання для виходу у відкритий космос — 86 кг;
- російський вантаж — 35 кг;
- комп'ютери та приладдя — 1 кг.

Також було доставлено на Землю перші зразки деталей, надрукованих у космосі на 3-d принтері. При входженні в атмосферу було викинуто і спалено 205 кг сміття.

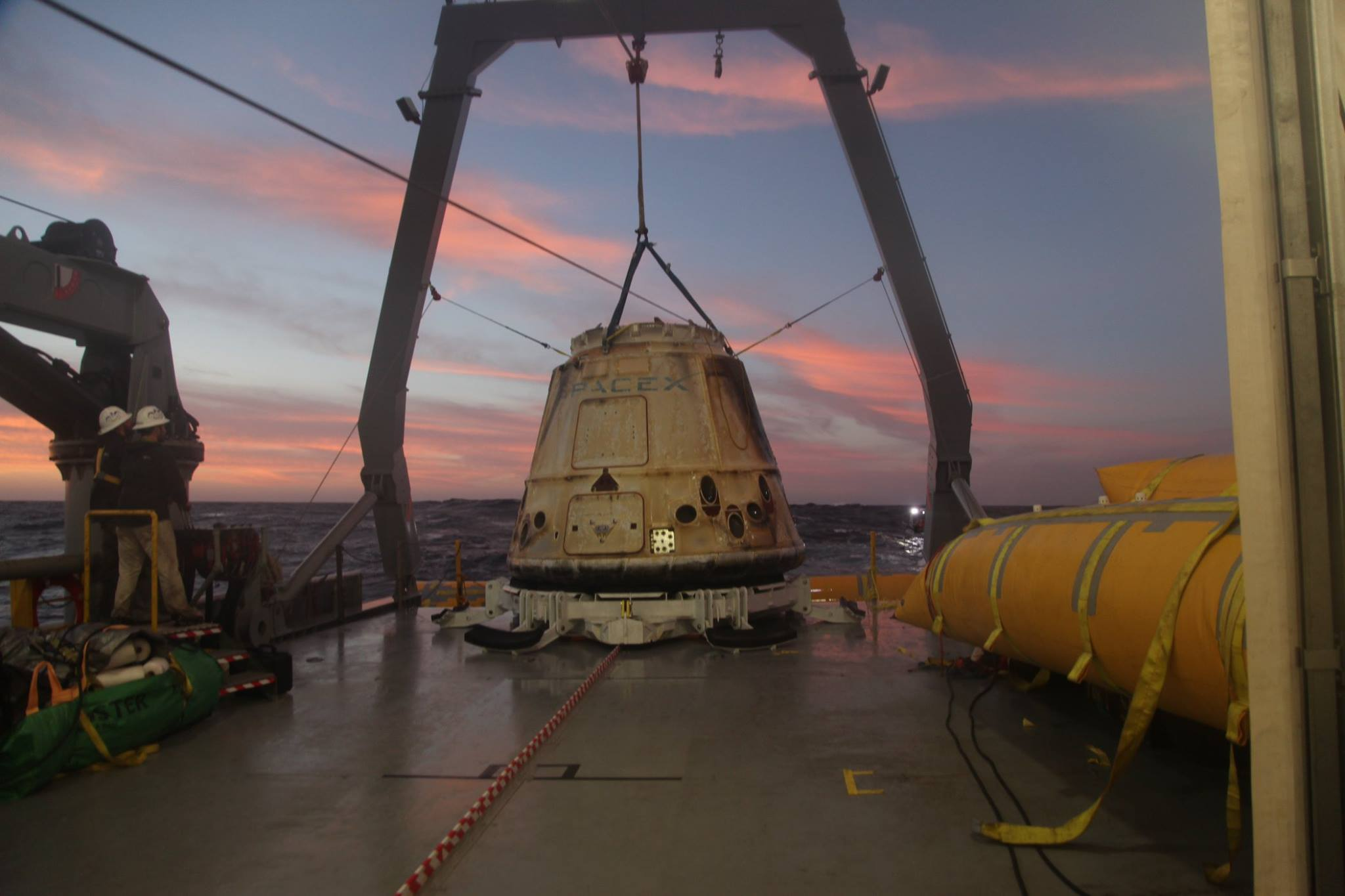
CRS-5, капсула Dragon, піднята з океану на борт корабля

10 лютого о 17:10 (UTC) маніпулятор відстикував Dragon від модуля, о 19:10 (UTC) космічний корабель звільнився від маніпулятора. А вже о 23:49 (UTC) відбулося увімкнення двигунів (Draco) корабля, що тривало 10 хвилин, для фінального зниження перед входженням в атмосферу. 11 лютого в 00:44 (UTC) за допомогою парашутів Dragon приводнився в Атлантичному океані за 440 км від узбережжя Каліфорнії.
Під час цієї місії SpaceX намагалася здійснити вертикальну м'яку посадку першого ступеню ракети-носія Falcon 9 на плавучий в океані майданчик Autonomous spaceport drone ship. Однак, спроба виявилася невдалою: перший ступінь на великій швидкості та під кутом лише зачепив ASDS і впав у океан.